# Lamprosema subargentalis
Lamprosema subargentalis là một loài bướm đêm trong họ Crambidae.